# Gottfried Gruben
Gottfried Gruben (* 21. Juni 1929 in Genua; † 24. November 2003 in Bayern) war ein deutscher Bauforscher. Er arbeitete für das Deutsche Archäologische Institut und wirkte ab 1966 als Lehrstuhlinhaber und Vorstand des Instituts für Bauforschung und Baugeschichte der Technischen Hochschule München.

## Leben
Gottfried Gruben, Sohn von Elisabeth und Werner Gruben, studierte zunächst ab 1949 Klassische Philologie und Archäologie an der Universität Frankfurt am Main, dann ab 1951 Architektur an der Technischen Universität München. Dort erhielt er 1956 sein Diplom und spezialisierte sich bei Friedrich Krauss auf antike Baugeschichte. Zugleich führte ihn Ernst Buschor, bis 1959 Ordinarius für Klassische Archäologie in München und bis 1961 Leiter der Ausgrabungen im Heraion von Samos, in die Kunst- und Gedankenwelt der archaischen Kunst ein. 
Nach dem Diplom kurze Zeit als freier Architekt tätig, trat er 1958 eine Stelle als Bauforscher am Deutschen Archäologischen Institut in Athen an. Dort war er zunächst mit der Bauaufnahme und Erforschung des Dipylon im Rahmen der deutschen Kerameikosgrabung betraut, forschte aber auch auf Samos, auf Ägina und in Megara. 1960 wurde Gruben mit einer Arbeit über die Marmor-Kapitelle des archaischen Dipteros im Heraion von Samos zum Dr.-Ing. promoviert – eine Arbeit, für die er im selben Jahr das Reisestipendium des Deutschen Archäologischen Instituts erhielt. Im Anschluss setzte er seine Arbeit in Athen fort, bis er 1966 einem Ruf der Technischen Universität München folgte. Von 1966 bis zu seiner Emeritierung 1994 war Gruben ordentlicher Professor für Baugeschichte, Bauformenlehre und Aufnahme von Bauwerken in München. 
Sein Forschungsgebiet war die Architektur Griechenlands archaischer Zeit, insbesondere die ionische Architektur auf den Kykladen und auf Samos, mit seinen Untersuchungen zum Didymaion und dem Artemision von Sardis aber auch Kleinasiens. Ein besonderes Anliegen war ihm dabei, Baugeschichte als Teil der Kultur- und Geistesgeschichte zu begreifen und aus den Ergebnissen rein technischer Bauaufnahmen das Verständnis antiker Kultur zu vertiefen. Auf diesem Weg erschloss er als einer der ersten die Besonderheiten kykladischer Architektur, ihre im Baumaterial Marmor bedingten Besonderheiten und ihre Stellung im Rahmen griechischer Architektur und griechischen Tempelbaus. Sein 1966 erstmals erschienenes Buch Die Tempel der Griechen gilt als Standardwerk. 
Zugleich wirkte sein Verständnis von Bauforschung, das sich erfolgreich auch auf andere Kulturepochen übertragen ließ, fruchtbar auf die Denkmalpflege nicht nur des Mittelmeerraums, sondern auch Deutschlands. Gruben brachte zahlreiche Architekturstudenten dazu, sich auf dem Gebiet der Bauforschung zu spezialisieren. Zu seinen Schülern gehören u. a. Hansgeorg Bankel, Lothar Haselberger, Klaus Herrmann, Hermann J. Kienast, Wolf Koenigs, Manolis Korres, Gert Mader, Dieter Mertens, Aenne Ohnesorg, Manfred Schuller, Thekla Schulz, Ernst-Ludwig Schwandner, Sebastian Storz, Berthold F. Weber und Wolfgang W. Wurster.
Während einer Ausgrabung auf Samos im September 2003 erlitt er einen Zusammenbruch, von dem er sich nicht mehr erholte. Gottfried Gruben war ab 1959 mit Dorothea Gruben, geborene Hotz, verheiratet und lebte im oberbayerischen Starnberg Am Mühlbergschlössl. Sein Sohn war der Musiker Tobias Gruben.

## Schriften (Auswahl)
- Die Südhalle. In: Mitteilungen des Deutschen Archäologischen Instituts, Athenische Abteilung 72, 1957, S. 52–64.
- Die Kapitelle des Heratempels auf Samos. München 1960 (Kurzdruck der Dissertation).
- mit Helmut Berve und Max Hirmer: Griechische Tempel und Heiligtümer. Hirmer, München 1961 (2. Auflage 1978; italienische Übersetzung 1962; englische Übersetzung 1963; französische Übersetzung 1965).
- Beobachtungen zum Artemis-Tempel von Sardis. In: Mitteilungen des Deutschen Archäologischen Instituts, Athenische Abteilung 76, 1961, S. 155–196.
- Das archaische Didymaion. In: Jahrbuch des Deutschen Archäologischen Instituts 78, 1963, S. 78–177.
- Das Quellhaus von Megara. In: Archaiologikon Deltion 1964.
- Die Tempel der Griechen. Hirmer, München 1966 (2. Auflage 1976; 3. Auflage 1980; 4. Auflage 1986; 5. völlig überarbeitete Auflage unter dem Titel Griechische Tempel und Heiligtümer 2001; griechische Übersetzung 2000).
- mit Wolf Koenigs: Der „Hekatompedos“ von Naxos. In: Archäologischer Anzeiger 1968, S. 693–717.
- Untersuchungen am Dipylon 1964–66 (von Athen). In: Archäologischer Anzeiger 1969, S. 31–40.
- mit Wolf Koenigs: Der „Hekatompedos“ von Naxos und der Burgtempel von Paros. In: Archäologischer Anzeiger 1970, S. 135–153.
- Naxos und Paros. 3. vorläufiger Bericht. In: Archäologischer Anzeiger 1972, S. 319–379.
- Naxos und Paros. 4. vorläufiger Bericht. In: Archäologischer Anzeiger 1982, Teil I: S. 159–229, Teil II: S. 621–689.
- Weitgespannte Marmordecken in der Griechischen Architektur. In: Architectura 1985, S. 105–116.
- mit Vassilis Lambrinoudakis u. a.: Das neuentdeckte Heiligtum von Iria auf Naxos. In: Archäologischer Anzeiger 1987, S. 569–621.
- Die Entwicklung der Marmorarchitektur auf Naxos und das neuentdeckte Dionysos-Heiligtum in Iria. In: Nürnberger Blätter zur Archäologie 8, 1991/92, S. 41–51.
- Griechische Un-Ordnungen. In: Ernst-Ludwig Schwandner (Hrsg.): Säule und Gebälk. Diskussionen zur Archäologischen Bauforschung Bd. 6, Zabern, Mainz 1996, S. 61–77.
- Naxos und Delos. Studien zur archaischen Architektur der Kykladen. In: Jahrbuch des Deutschen Archäologischen Instituts. Band 112, 1997, S. 261–416.
- Klassische Bauforschung. In: Adolf Borbein, Tonio Hölscher, Paul Zanker (Hrsg.): Klassische Archäologie. Reimer, Berlin 2000, S. 251–279 (Digitalisat).
- Klassische Bauforschung. Hirmer, München 2007, ISBN 978-3-7774-3085-0 (S. 302ff. Schriftenverzeichnis von Gottfried Gruben).
- Der polykratische Tempel im Heraion von Samos. Hrsg. und für den Druck vorbereitet von Hermann J. Kienast (= Samos. Band 27). Reichert, Wiesbaden 2014, ISBN 978-3-95490-041-1.
- mit Klaus Müller: Das Dipylon (= Kerameikos. Ergebnisse der Ausgrabungen. Band 22). 2 Teilbände, Reichert, Wiesbaden 2018, ISBN 978-3-95490-306-1.